# カーライル郡 (ケンタッキー州)
カーライル郡（英: Carlisle County）は、アメリカ合衆国ケンタッキー州の西部に位置する郡である。2010年国勢調査での人口は5,104人であり、2000年の5,351人から4.6%減少した。郡庁所在地はバードウェル（人口723人）であり、同郡で人口最大の都市でもある。カーライル郡は1886年に設立され、郡名はケンタッキー州選出アメリカ合衆国下院議員と同下院議長を務めたジョン・グリフィン・カーライルに因んで名付けられた。アルコール飲料の販売が制限あるいは禁止されている「ドライ郡」（禁酒郡）である。

## 地理
アメリカ合衆国国勢調査局に拠れば、郡域全面積は199.02平方マイル (515.5 km2)であり、このうち陸地192.49平方マイル (498.5 km2)、水域は6.54平方マイル (16.9 km2)で水域率は3.29%である。

### 隣接する郡
- バラード郡 - 北
- マクラッケン郡 - 北東
- グレイブス郡 - 東
- ヒックマン郡 - 南
- ミシシッピ郡 (ミズーリ州) - 西、ミシシッピ川の対岸

## 人口動態
以下は2000年国勢調査による人口統計データである。
| 基礎データ - 人口: 5,351人 - 世帯数: 2,208 世帯 - 家族数: 1,574 家族 - 人口密度: 11人/km2（28人/mi2） - 住居数: 2,490軒 - 住居密度: 5軒/km2（13軒/mi2） 人種別人口構成 - 白人: 97.78% - アフリカン・アメリカン: 0.95% - ネイティブ・アメリカン: 0.41% - アジア人: 0.07% - その他の人種: 0.22% - 混血: 0.56% - ヒスパニック・ラテン系: 0.82% 年齢別人口構成 - 18歳未満: 23.4% - 18-24歳: 7.8% - 25-44歳: 26.4% - 45-64歳: 24.1% - 65歳以上: 18.3% - 年齢の中央値: 40歳 - 性比（女性100人あたり男性の人口） - 総人口: 95.2 - 18歳以上: 92.9 | 世帯と家族（対世帯数） - 18歳未満の子供がいる: 30.6% - 結婚・同居している夫婦: 58.5% - 未婚・離婚・死別女性が世帯主: 9.3% - 非家族世帯: 28.7% - 単身世帯: 26.3% - 65歳以上の老人1人暮らし: 13.1% - 平均構成人数 - 世帯: 2.40人 - 家族: 2.88人 収入と家計 - 収入の中央値 - 世帯: 30,087米ドル - 家族: 33,433米ドル - 性別 - 男性: 29,523米ドル - 女性: 19,792米ドル - 人口1人あたり収入: 16,276米ドル - 貧困線以下 - 対人口: 13.1% - 対家族数: 10.5% - 18歳未満: 17.4% - 65歳以上: 11.0% |

## 都市と町
| - バードウェル - 郡庁所在地 - アーリントン - バークレー - カニンガム | - カービートン - レイクトン - マギースプリングス - ミルバーン |